# Élections constituantes de 1945 dans les Vosges
Les élections constituantes françaises de 1945 se déroulent le 21 octobre.

## Mode de scrutin
Les députés sont élus selon le système de représentation proportionnelle suivant la règle de la plus forte moyenne dans le département, sans panachage ni vote préférentiel. Il y a 586 sièges à pourvoir.
Dans le département des Vosges, cinq députés sont à élire.

## Élus
Les cinq députés élus sont : 
| Identité          | Parti | Parti |
| ----------------- | ----- | ----- |
| André Diethelm    |       | PPUS  |
| André Barbier     |       | RI    |
| Maurice Poirot    |       | SFIO  |
| Robert Chambeiron |       | URR   |
| Marcel Poimbœuf   |       | MRP   |

## Résultats

### Résultats à l'échelle du département
| Parti          | Parti                                                 | Tête de liste      | Résultats | Résultats | Sièges | Sièges |
| Parti          | Parti                                                 | Tête de liste      | Voix      | %         |        |        |
| -------------- | ----------------------------------------------------- | ------------------ | --------- | --------- | ------ | ------ |
|                | Gaulliste républicain d'action démocratique (PPUS-RI) | André Diethelm     | 63 194    | 37,37     | 2      |        |
|                | SFIO                                                  | Maurice Poirot     | 41 706    | 24,66     | 1      |        |
|                | Union républicaine et de la résistance (URR-PCF)      | Robert Chambeiron  | 31 074    | 18,38     | 1      |        |
|                | MRP                                                   | Marcel Poimbœuf    | 26 034    | 15,40     | 1      |        |
|                | Entente républicaine (Rad-Soc-JR)                     | Raymond Valabrègue | 7 097     | 4,20      | -      |        |
|                |                                                       |                    |           |           |        |        |
| Inscrits       | Inscrits                                              | Inscrits           | 223 512   |           | 5      |        |
| Votants        | Votants                                               | Votants            | 175 063   | 78,32     |        |        |
| Blancs et nuls | Blancs et nuls                                        | Blancs et nuls     | 5 958     | 3,40      |        |        |
| Exprimés       | Exprimés                                              | Exprimés           | 169 105   | 96,60     |        |        |